# Koumbi Saleh
Koumbi Saleh (o Kumbi Saleh o Kumbi Sale) era un'antica città ritenuta la capitale dell'Impero del Mali, e le cui rovine, scoperte nel 1913, si trovano attualmente nella Mauritania meridionale. In precedenza era stata probabilmente anche la capitale dell'Impero del Ghana.

## Storia
La fondazione risale al III secolo, da parte dei Mandé che controllavano le vicine rotte commerciali assieme ai berberi Sanhaja.
Kumbi Saleh è stata anche identificata con l'antica città di Ghana, capitale dell'omonimo impero. Cadde sotto la dominazione dell'impero nel VII secolo.
Nell'XI secolo aveva circa 30 000 abitanti, era quindi una delle più grandi città del continente. Era nota per le sue 12 moschee, per il palazzo reale di al-Ghala, per l'utilizzo della metallurgia e per i suoi commerci trans-sahariani. Nel 1076 però gli Almoravidi razziarono la città convertendo la popolazione all'Islam,  distruggendo con essa gran parte dei documenti originali.
Nel XIII secolo il re dei Sosso Soumaoro Kanté usò la città come base operativa per l'esercito.

## Caratteristiche
La città venne costruita in cima ad una collina alta 266 metri, su una superficie di circa un chilometro quadrato. La rete stradale è visibile ancora oggi ed è caratterizzata da una piazza centrale molto ampia ed un viale, che taglia da ovest ad est la città, di una larghezza di 12 metri. A nord della piazza vi era il mercato ed una serie di strutture alte circa 12 metri. A due km dal centro della città, nella parte settentrionale si trova un centro funerario, formato da un'importante tomba monumentale oltre a sepolture secondarie. Anche a sud della città, ad una distanza di circa 3 chilometri, è presente un cimitero contenente tombe islamiche più recenti.
Intorno agli anni cinquanta del Novecento, alcuni scavi hanno portato alla luce una serie di costruzioni aventi come comune denominatore le placche di scisto, l'intonaco giallo e una scala di comunicazione con l'esterno. Notevole è la quantità di frammenti di vasellame, costituenti ciotole, vasi, brocche, e di placche di scisto con scritti versetti del Corano, rinvenuti durante gli scavi. Numeroso è anche il materiale in rame ed in ferro, che va dai chiodi alle vanghe, dalle forbici ai coltelli. Tutti questi indizi rivelano la presenza di un agglomerato urbano afro-arabo medioevale con caratteristiche assimilabili con quelle dei cacciatori, dei guerrieri e dei lavoratori di metalli e di vasellame.

## La Moschea

### Introduzione
Le moschee del Sahara Occidentale, conosciute come 'mauritane', sono distinte da quelle delle valli del Niger, che occupano un'area tra la Mauritania e il Mali nord-occidentale. Queste moschee, risalenti al IX e XI secolo, sono le ultime vestigia di un'architettura in pietra che ha influenzato le moschee delle valli del Niger. Diffuso a sud dai commercianti ibaditi e successivamente dagli Almoravidi, questo stile architettonico fiorì quando gli Almoravidi espansero il loro impero, stabilendo centri commerciali e centri di cultura islamica.
Costruite principalmente con conci di pietra uniti da una malta di argilla, le moschee della Mauritania riflettono l'influenza dei Berberi del Sahara. La fusione delle tecniche berbere con le tradizioni africane ha portato ad una significativa evoluzione architettonica tra l'XI e il XIII secolo. Nonostante le differenze nei materiali di costruzione - pietra piuttosto che mattoni di fango - queste moschee condividono sorprendenti somiglianze nelle loro piante rettangolari e nel mihrab semicircolare.

### La moschea
Si ritiene che sia stata costruita tra il nono e il quattordicesimo secolo, la moschea di Kumbi Saleh è una delle prime strutture riconosciute tra le sue controparti, come la Awdaghust, che si trovano nelle regioni di Adrar e Hodh. Nonostante la documentazione storica limitata, queste moschee sono di grande importanza per comprendere il patrimonio architettonico della regione. In particolare, nell'XI secolo, Al-Bakri identificò Kumbi Saleh come la capitale del Regno di Wagadu, noto anche come Regno del Ghana.
Situata in quello che probabilmente era un ambiente stepposo saheliano, la Moschea di Kumbi Saleh ha subito numerose trasformazioni ed estensioni nel corso della sua storia. Le misurazioni originali suggeriscono che l'edificio misurava circa 46 metri sull'asse est-ovest e 23 metri sull'asse nord-sud, rendendola una delle strutture più grandi dell'epoca.
Le prime osservazioni di Raymond Mauny e Paul Thomassey nel 1950 hanno portato ad ampi scavi tra il 1979 e il 1982 da parte di Serge Robert, che hanno fornito importanti approfondimenti sul suo sviluppo architettonico. La moschea, costruita principalmente in pietra a secco e decorata con un intonaco di fango rosso, presentava lastre decorative di ardesia con intricati disegni dipinti, tra cui motivi epigrafici, geometrici e floreali.
Nel corso della sua esistenza, la moschea Kumbi Saleh ha subito diverse fasi di espansione e ristrutturazione. Gli ampliamenti successivi hanno portato l'altezza della sala di preghiera a circa 3 metri, sostenuta da colonne con tamburi di pietra in cima. Gli scavi architettonici hanno rivelato una serie di mihrab, dimostrando il continuo adattamento della moschea alle mutevoli esigenze della sua comunità.
La vitalità urbana di Kumbi Saleh è esemplificata dalle successive aggiunte e modifiche alla moschea, che dimostrano l'importanza storica dell'area come centro culturale e religioso. Allo stesso modo, la moschea di Awdaghust condivide molte caratteristiche architettoniche con la moschea di Kumbi Saleh, con la costruzione in pietra e gli elementi decorativi, sebbene con variazioni uniche che riflettono il proprio contesto storico e lo sviluppo.